# Wooneenheid Kiel

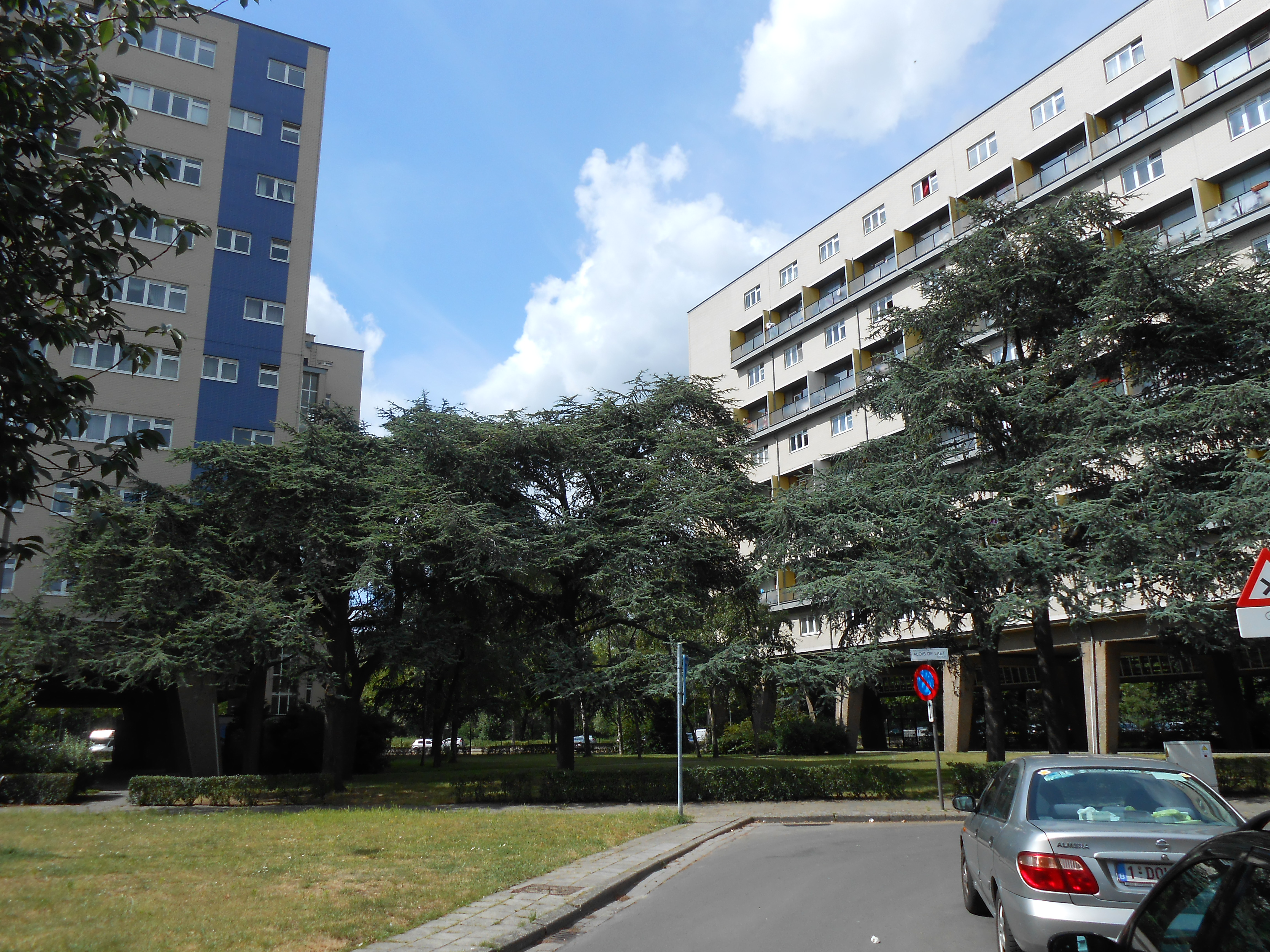
Wooneenheid Kiel, een project uit de jaren 1950

De wooneenheid Kiel of Braemblokken is een woonwijk in de wijk Kiel, district Antwerpen in de gelijknamige stad Antwerpen. De woonwijk ligt in de hoofdzaak aan de Emiel Vloorsstraat en de Aloïs de Laetstraat.
Het ontwerp is van de Antwerpse architect Renaat Braem. Braem kreeg lof voor zijn ontwerp en internationaal was er ook aandacht voor dit project.

## Geschiedenis
Na de Tweede Wereldoorlog was er in Antwerpen een groot tekort aan woningen. In 1949 werd er door de stad Antwerpen een grootschalig nieuwbouwprogramma opgezet om de ontstane woningnood op te vangen. Aan de rand van de stad werden daartoe terreinen beschikbaar gesteld aan sociale huisvestingsmaatschappijen. In Kiel waren dat de wooneenheid Kiel en de sociale woonwijk Jan De Voslei. 
In 1950 werkte architect Renaat Braem de plannen uit voor de moderne nieuwbouw van 800 sociale woningen in opdracht van de Sociale maatschappij Huisvesting-Antwerpen.
In 1951 werd met de bouw van vier van de negen flatgebouwen begonnen en in 1954 kwamen de eerste bewoners in de gebouwen te wonen. 
Tussen 1955 en 1958 werd het tweede deel van de wijk gebouwd. Hierbij werd er gebruik gemaakt van geprefabriceerde elementen en per twee flatgebouwen kwam er één trappenhal om zo de kosten te besparen.
Vanaf 1988 werden de gebouwen gerenoveerd.

## Inrichting
De wijk bestaat uit negen flatgebouwen die op poten staan in een parklandschap. Daarnaast heeft de wijk een winkelblok, een bejaardengebouw en een warmtecentrale.

## Zie ook

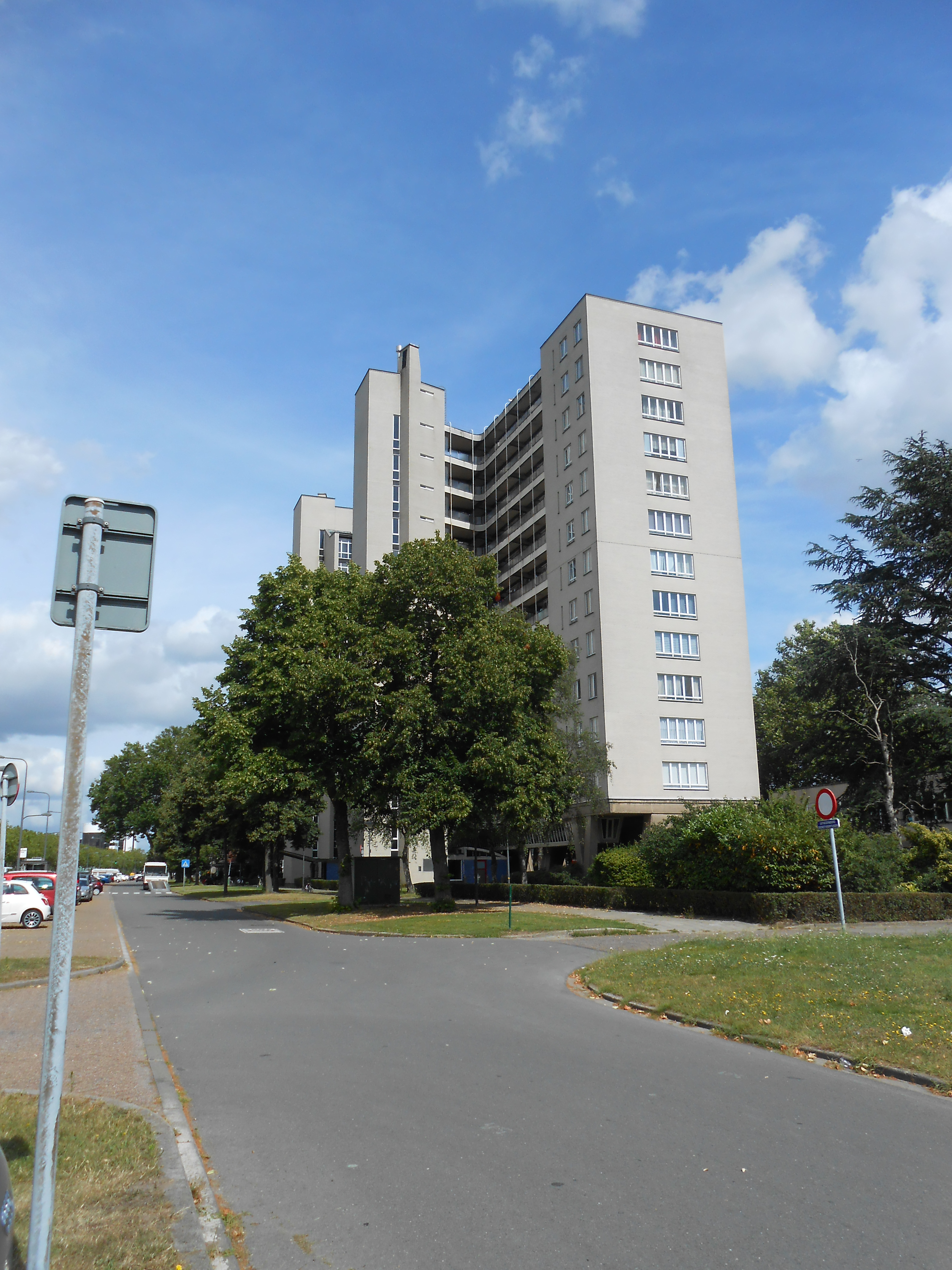
Dubbelblok Vloorsstraat
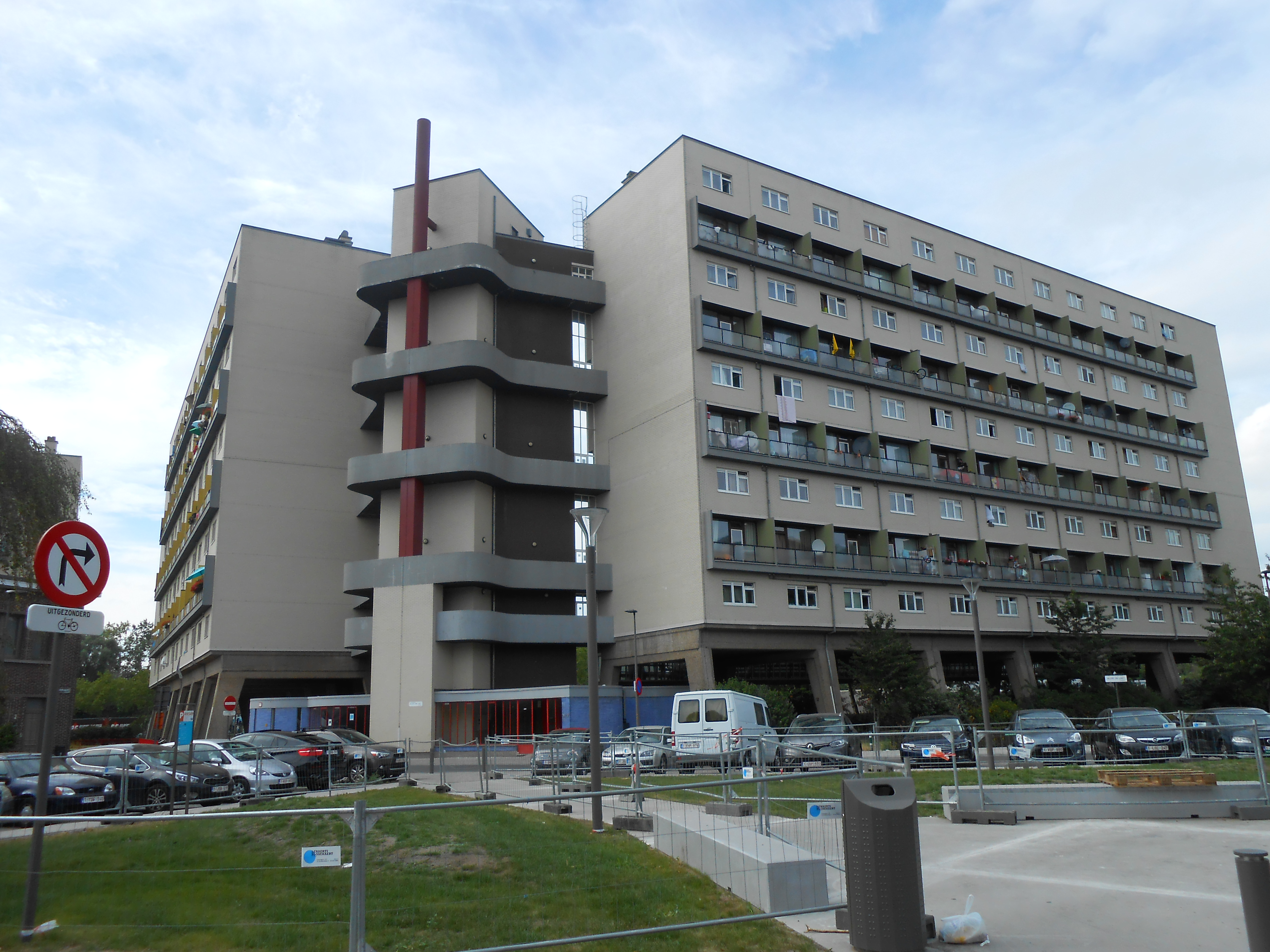
De Laetstraat 2-4
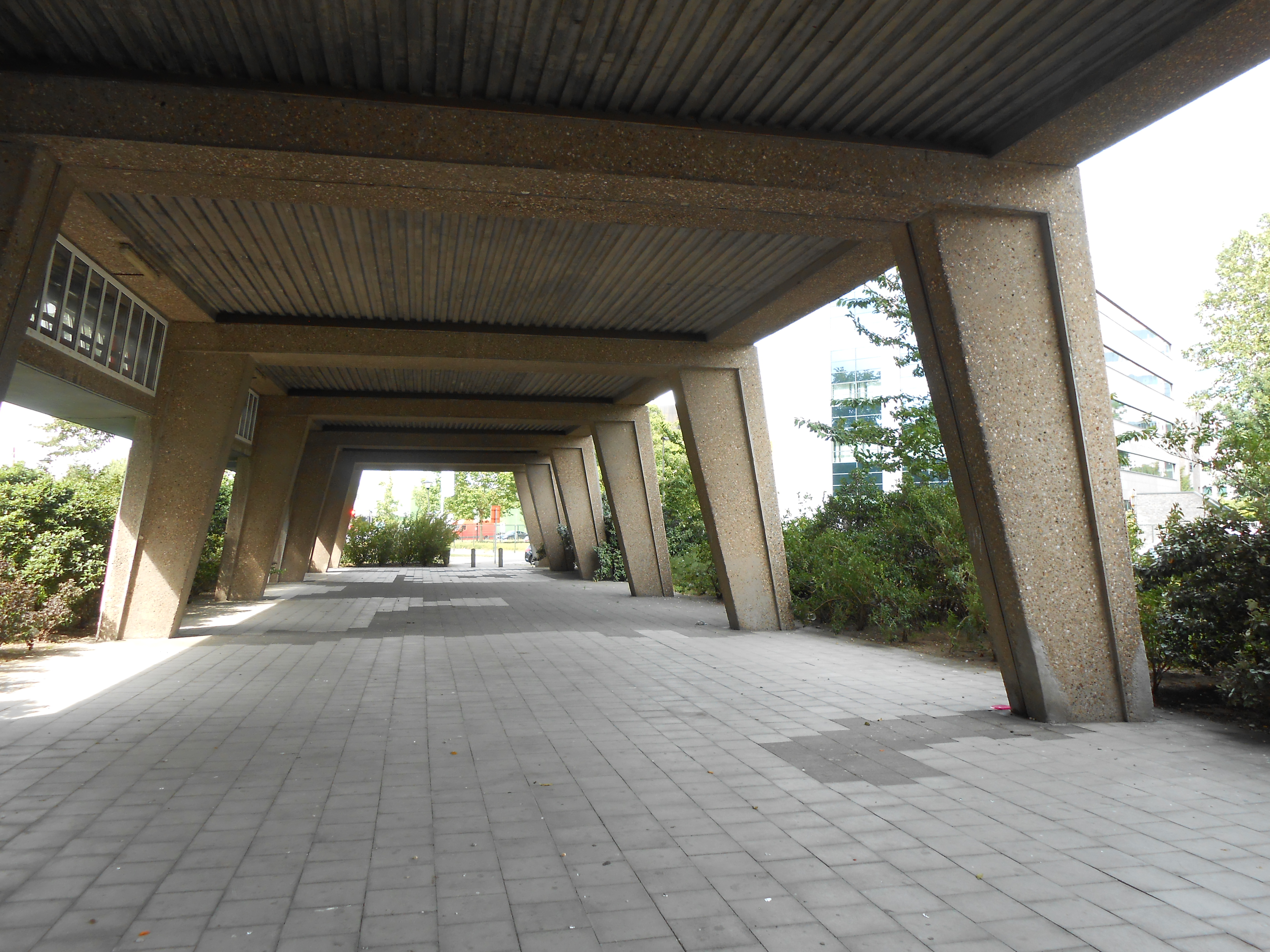
Gebouwen op poten
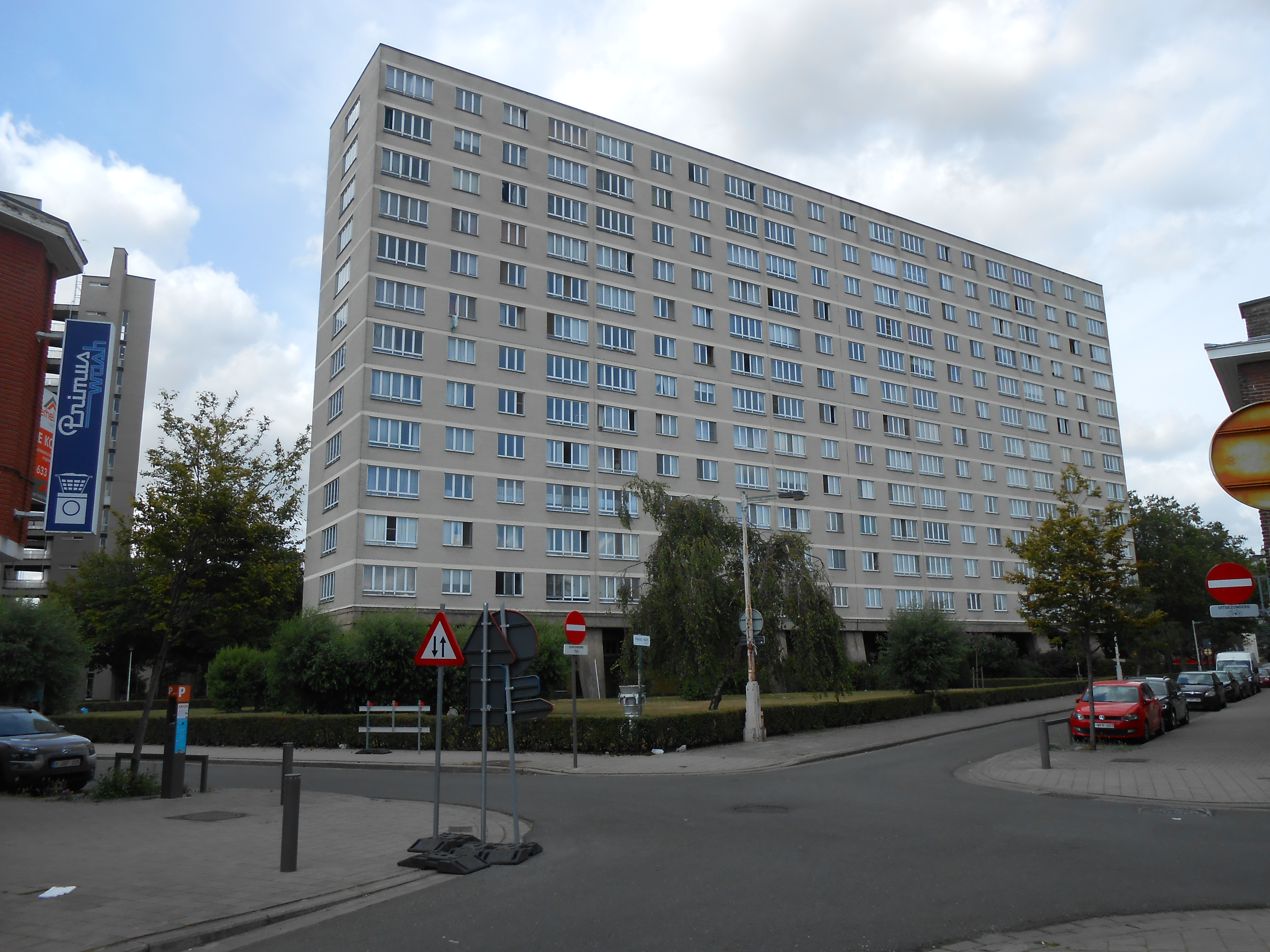
Hensstraat 44